# Davidson Eden
Davidson Eden (* 26. März 1988 in Accra als Davidson Drobo-Ampem) ist ein deutscher Fußballspieler ghanaischer Herkunft. Seine bevorzugte Position ist die des linken Verteidigers. Er hieß bis September 2015 Davidson Drobo-Ampem, ließ seinen Nachnamen im Zuge seiner Einbürgerung jedoch aus persönlichen Gründen ändern.

## Karriere
Eden spielte in seiner Jugend für die Hamburger Vereine SC Hamm 02 und SC Vorwärts-Wacker 04. Zur Saison 2006/07 wechselte er zum FC St. Pauli. Ab der Saison 2007/08 gehörte er zum Kader der zweiten Mannschaft, mit der er in der Oberliga Nord und der Oberliga Hamburg spielte. Am 13. Februar 2009 absolvierte er seinen ersten Profieinsatz, als er beim Spiel des FC St. Pauli gegen Rot-Weiß Oberhausen in der 24. Minute für den verletzten Benjamin Weigelt eingewechselt wurde. Zur Saison 2009/10 hatte er zunächst einen Stammplatz im Team von Holger Stanislawski, verlor ihn aber spätestens in der Winterpause nach der Verpflichtung von Bastian Oczipka wieder. Am Ende der Saison stieg Eden mit dem FC St. Pauli in die Bundesliga auf. Sein erstes Bundesligaspiel bestritt er am 29. Januar 2011, als er im Heimspiel gegen den 1. FC Köln in der 86. Minute für Gerald Asamoah eingewechselt wurde.
In der Winterpause 2011 wechselte Eden auf Leihbasis bis zum Ende der Saison 2010/11 nach Dänemark zu Esbjerg fB, mit denen er aus der Superliga abstieg. Im Sommer kehrte er zum FC St. Pauli zurück und bestritt zwei Spiele für dessen zweite Mannschaft, bevor er wieder Ende August bis zum 30. Juni 2012 an Esbjerg fB in die 1. Division ausgeliehen wurde. Dort war er in den ersten Partien Stammspieler, bis er im vierten Spiel gegen Vejle Boldklub Kolding verletzungsbedingt in der 32. Minute für Jonas Knudsen ausgewechselt wurde. Später stellte sich die Verletzung als langwierige Bänderverletzung dar. Zur Saison 2012/13 wurde Eden schließlich fest verpflichtet. Er unterschrieb einen neuen bis zum 30. Juni 2014 gültigen Zweijahresvertrag.
Mit dem 1. September 2014 wechselte er in die österreichische Erste Liga, die zweithöchste Spielstufe, zum FC Wacker Innsbruck. Nach einem Jahr in Österreich unterschrieb er am 29. August 2015 erneut einen Vertrag beim FC St. Pauli.
Nach der Saison 2015/16 verließ er St. Pauli und schloss sich im September 2016 dem dänischen Zweitligisten Hobro IK an. Nachdem sein Vertrag dort im Sommer 2018 geendet hatte, war er vorübergehend vereinslos. Im August 2017 unterschrieb er einen Vertrag beim in der Regionalliga Nord spielenden Viertligisten Lüneburger SK Hansa. 2018 kehrte er nach Hamburg zurück und schloss sich dem Oberligisten FC Teutonia 05 Ottensen an. 2022 wechselte Davidson zum Oberliga Hamburg Verein, Hamm United.